# Ludwig Matthias
Ludwig Matthias (* 11. August 1872 in Echzell; † 4. Juli 1924 in Gießen) war ein deutscher Ministerialbeamter zunächst im Großherzogtum, dann im Volksstaat Hessen.

## Familie
Der Vater von Ludwig Matthias war Arzt und Medizinalrat in Bingen am Rhein, seine Mutter Louise war eine geborene Dalquen. Ludwig Matthias heiratete am 21. September 1905 in München Elisabeth Schweninger (1882–1931), Tochter des Obersts Carl Schweninger.

## Karriere
Ludwig Matthias studierte an der Hessischen Ludwigs-Universität in Gießen Rechtswissenschaft. 1891 wurde er im Corps Hassia Gießen aktiv.
1897 wurde er Regierungsassessor und 1900 Kreisamtmann beim Kreis Lauterbach. 1901 wechselte er als Ministerialsekretär ins Ministerium des Innern nach Darmstadt. 1906 wurde er Kreisamtmann im Kreis Erbach, 1910 im Kreis Mainz. Schon 1909 wurde er zum Regierungsrat befördert und wechselte in diesem Rang 1911 zurück ins Innenministerium. Dort wurde er 1917 Oberregierungsrat und 1919 Ministerialrat.
1917/18 war er stellvertretender Bevollmächtigter Hessens beim Bundesrat, 1919–1921 beim Reichsrat.
1922 wurde er Kreisrat des Kreises Gießen, ein Amt das mit der Funktion des Provinzialdirektors der Provinz Oberhessen verbunden war. Er verstarb 1924 im Amt.

## Ehrungen
Ludwig Matthias wurde 1920 zum Hessischen Staatsrat ernannt.